# 約翰·畢
約翰·畢（英語：John H. Beck，1933年—）是一名著名的美國打击乐器演奏家、指揮家、教育家及作曲家。

## 學歷
約翰·畢於1955年在伊士曼音樂學院獲得學士學位，並在1962年獲得碩士學位以及演奏文憑。

## 工作履歷表

### 演奏者生涯
- 1955年至1959年美國海軍樂隊擔任敲擊樂演奏者、定音鼓演奏者、馬林巴琴的獨奏者。
- 1959年至1962年擔任羅切斯特愛樂樂團的首席敲擊樂演奏者
- 1962年至2002年擔任羅切斯特愛樂樂團的定音鼓演奏者

### 裁判生涯
- 盧森堡國際敲擊樂比賽
- 意大利費爾莫的Giornate della Percussione比賽
- 法國巴黎定音鼓比賽[2]

### 指揮生涯
- 1962年至2008年擔任伊士曼敲擊樂隊指揮[3]

### 導師生涯
- 1959年至2008年伊斯曼音樂學院敲擊樂系系主任[1]
- 2008年至現在　伊斯曼音樂學院敲擊樂系名譽教授[4]

### 作曲生涯
約翰·畢所創作的《定音鼓奏鳴曲》被英國皇家音樂學院聯合委員會、倫敦聖三一學院及英國倫敦音樂學院 納入為考試曲目。

## 榮譽
- 1997年獲得伊士曼音樂學院教學卓越獎
- 1999年入選敲擊樂藝術協會名人堂[4]
- 2002年敲擊樂藝術協會向頒發了約翰·畢傑出服務獎
- 2009年紐約州立學校音樂協會傑出服務獎

## 著名樂曲
- 定音鼓協奏曲
- 爵士鼓協奏曲
- 定音鼓奏鳴曲